# Der Winter ist vergangen
Der Winter ist vergangen ist der Titel eines bekannten deutschen Volksliedes, das der Volkliedforscher Franz Magnus Böhme Ende des 19. Jahrhunderts aus älteren Quellen aus den Niederlanden kompilierte.

## Herkunft
Der früheste Nachweis des Liedes findet sich „erstmals in einer Liederhandschrift aus dem Jahr 1537 […] aus dem Gelderland“. Der Verfasser des Liedtextes ist unbekannt geblieben. In einigen älteren Liederbüchern wird die Entstehung des Textes ohne Angabe von Quellen auf die Zeit um 1450 datiert. Nachdem Hoffmann von Fallersleben Die winter is verganghen in der Mitte des 19. Jahrhunderts entdeckte, wurde es von Franz Magnus Böhme 1877 ins Deutsche übersetzt. Von Franz Magnus Böhme wurde es erstmals 1894 im Deutschen Liederhort der heute verbreiteten Melodie unterlegt, die aus dem nach einem späteren Besitzer als Thysius’ luitboek (um 1600) bekannten handschriftlichen Lautenbuch stammt, das ursprünglich von Adriaan Joriszoon Smout (um 1578/79–1646) angelegt wurde. Die Melodie weist Ähnlichkeiten mit der heutigen niederländischen Nationalhymne Wilhelmus van Nassouwe auf.

## Liedtext
| Deutsch Der Winter ist vergangen 1. Der Winter ist vergangen, ich seh des Maien Schein, ich seh die Blümlein prangen, des ist mein Herz erfreut. So fern in jenem Tale, da ist gar lustig sein, da singt die Nachtigale und manch Waldvögelein. 2. Ich geh, ein Mai zu hauen, hin durch das grüne Gras, schenk meinem Buhl die Treue, die mir die liebste was. Und bitt, daß sie mag kommen, all vor dem Fenster stahn, empfangen den Mai mit Blumen, er ist gar wohl getan. 3. Und als die Säuberliche Sein Rede hätt gehört, Da stand sie traurigliche, Indes sprach sie die Wort: „Ich hab den Mai empfangen mit großer Würdigkeit!“ Er küßt sie an die Wangen, war das nicht Ehrbarkeit? 4. Er nahm sie sonder Trauern in seine Arme blank, der Wächter auf der Mauern hub an ein Lied und sang: „Ist jemand noch darinnen, der mag bald heimwärts gahn. Ich seh den Tag herdringen schon durch die Wolken klar.“ 5. „Ach Wächter auf der Mauern, wie quälst du mich so hart! Ich lieg in schweren Trauern, mein Herze leidet Schmerz. Das macht die Allerliebste, von der ich scheiden muß; das klag ich Gott dem Herren, daß ich sie lassen muß“. 6. Ade, mein Allerliebste, ade, schöns Blümlein fein, ade, schön Rosenblume, es muß geschieden sein! Bis daß ich wieder komme, bleibst du die Liebste mein; das Herz in meinem Leibe gehört ja allzeit dein. | Mittelniederländisch Die winter is verganghen 1. Die winter is verganghen, ic sie des meien schijn, ic sie die bloemkens hanghen, des is mijn hart verblijt. so ver aen ghenen dale daer ist ghenoechlic sijn, daer singhet die nachtegale, also menich woutvoghelkijn. 2. Ic wil den mei gaen houwen al in dat groene gras ende schenken mijn boel die trouwe die mi die lieveste was, ende bidden dat si wil comen al voor haer vensterken staen ende ontfanghen den mei met bloemen, hi is so wel ghedaen. 3. En doe die suiverlike sijn reden hadde ghehoort, doe stont si trurentlike, met des sprac si een woort: ‚ic heb den mei ontfanghen‘ met groter eerwaerdicheit. hi cust si aen haer wanghen : was dat niet eerbaerheit? 4. Hi nam si sonder truren al in sijn aermkens blanc. die wachter op der muren die hief op een liet ende sanc: ‚en is daer iemand inne, die mach wel thuiswaert gaen. ic sie den dach op dringhen al door die wolken claer.‘ 5. ‚Och wachter op der muren hoe quelstu mi so hart! ic ligge in swaren truren, mijn herte dat lidet smert. dat doet die alreliefste dat ic van haer scheiden moet, dat claghic god den heren dat ic si laten moet.‘ 6. Adieu mijn alreliefste adieu schoon bloemken fijn, adieu schoon rosebloeme! daer moet ghescheiden sijn, hent dat ic weder come die liefste soudt ghi sijn, dat herte in minen live dat hoort jo altijt dijn. | Neuniederländisch Die winter is vergangen 1. Die winter is vergangen Ik zie des meien schijn Ik zie die bloemkens hangen Des is mijn hart verblijd Zo ver aan genen dale Daar is ’t genoeglijk zijn Daar zinget die nachtegale Also menig woudvogelkein. 2. Ik wil den mei gaen houwen Al in dat groene gras Ende schenken mijn lief die trouwe Die mij die lieveste was Ende bidden, dat zij wil komen Al voor haar vensterken staan Ende ontvangen den mei met bloemen Hij is so welgedaan. 3. En toen die allerliefste Zijn woorden had gehoord Toen stond zij treuriglijke En sprak tot hem dit woord Ik heb die mei ontvangen Met groter waardigheid Hij kust haar aan haar wangen Met groter eerbaarheid. 4. Hij nam haar zonder treuren Al in zijn armkens blank Die wachter op de muren Hief op zijn lied en zank En is daar iemand binnen Die mag wel thuiswaart gaan Ik zie de dag opdringen Al door die wolken klaar. 5. Och wachter op die muren Hoe kwelt ge mij zo hard Ik lig in zware treuren Mijn hart dat lijdet smart Dat doet die allerliefste Dat ik van haar scheiden moet Dat klaag ik God den Here Dat ik haar laten moet. 6. Adieu, mijn allerliefste Adieu, schoon bloemken fijn Adieu, schoon rozebloeme Daar moet gescheiden zijn! Tot dat ik wederkome Die liefste zoudt gij zijn Dat herte in mijnen lijve Dat hoort ja altijd dijn. |

Der Text beginnt als Frühlingslied: die Blümlein prangen, die Vögel singen, und der Mai ist nah. Der Sänger holt eine junge Birke („ein Mai zu hauen“) und stellt sie – wie damals üblich – als Maibaum vor das Fenster seiner Liebsten („Buhl“), die ihn daraufhin erhört und sich keusch auf die Wangen küssen lässt. Der junge Mann jedoch muss fort (der Grund wird nicht genannt), und der Torwächter warnt, dass die Tore gleich geschlossen werden. Voller „Herzeleid“ muss der Sänger Abschied nehmen; er ist voller Zuversicht, dass die Liebste ihm treu bleiben wird („bleibst du die Liebste mein“) und versichert ihr seine ewige Liebe („das Herz in meinem Leibe gehört ja allzeit dein“). So endet der Text als Liebeslied und als Abschiedslied.
Betrachtet man den unpolitischen Text, ist es nicht verwunderlich, dass das Volkslied in allen Kreisen und zu allen Zeiten gesungen wurde und wird – seien sie volkstümelnd oder nazistisch, jugendbewegt, kirchennah oder anderer Provenienz bzw. vor dem Ersten Weltkrieg und danach, zur Zeit des Nazi-Regimes und nach dem Zweiten Weltkrieg in der DDR oder der BRD. In England ist es als The night of winter’s over, the light of spring is here bekannt. Mit dem italienischen L’inverno è passato, l’aprile non c’è più wird es wegen des fast identischen Textbeginns häufig verwechselt. Das aus dem italienischen stammende „Der Winter ist vorüber“ weicht jedoch in Text und Melodie deutlich ab und ist durch den Wechselgesang über den Kuckuck ungleich fröhlicher und beschwingter.

## Melodie
Quelle

## Rezeption
Sicherlich kann man die Popularität eines Liedes nicht an allein an den Veröffentlichungen in Liederbüchern und Tonträgern (einschließlich Partituren) festmachen, aber sie können doch gewisse Aufschlüsse über seine Rezeption geben, wenngleich damit keine Aussage über die Häufigkeit des Singens oder Anhörens getroffen werden kann.

### 1908 bis 1933
Nach den ersten Veröffentlichungen im 20. Jahrhundert im Zupfgeigenhansl (1908) und in Fahrender Gesellen Liederborn (1910) ist das Lied auch in Schulbüchern zu finden, so im Liederbuch, 2. Teil, Mittelstufe (3. Auflage 1912) und in Der Maibaum – neues deutsches Schulsingbuch (1927). In der Jugendbewegung taucht es nach dem Ersten Weltkrieg zahlreich auf: von Wandervogels Singebuch (1915) und dem Jungvolker – Lieder neudeutscher Jugend (1921) bis hin zu Lieder der bündischen Jugend (1929). Darüber hinaus wurde es ins Liederbuch der Gewerkschaft der Angestellten Seit an Seit (1923) und vom rechtskonservativen Stahlhelm in das Stahlhelm Bundesliederbuch (4. Band 1924) aufgenommen. Bereits vor 1933 übernahmen völkische Kreise das Lied in ihre Liederbücher, beispielsweise in das Liederbuch der Deutschen (Hrsg. Ludendorffs Volkswarte Verlag 1931).

### 1933 bis 1945
Nach 1933 erlebte – betrachtet man die Veröffentlichung in zahlreichen Liederbüchern – das Lied geradezu einen Boom. Von der Hitlerjugend (Uns geht die Sonne nicht unter, 1934) über die NS-Gemeinschaft Kraft durch Freude (Werkleute singen, 1936) oder die Deutsche Arbeitsfront bis zum Bund Deutscher Mädel (Wir Mädel singen, 1937) und zum Reichsarbeitsdienst (Lieder der Arbeitsmaiden, 1938) – überall wurde Der Winter ist vergangen gesungen. Auch in vielen Schulbüchern mochte es das NS-Regime nicht missen: sowohl in der Volksschule (z. B. im Thüringer Volksliederbuch 2. Teil. 1934) als auch an höheren Schulen (z. B. in Frisch gesungen, Band 3 – Chorbuch für die höheren Lehranstalten der weiblichen Jugend. 1936) und allgemein als Schulbuch für die deutsche Jugend Sing Kamerad (Hrsg. Zentralverband der NSDAP, 1937). Noch 1944 wurde das Lied in das vom Oberkommando des Heeres herausgegebene Chorbuch für Front und Heimat Kameradschaft im Lied aufgenommen. Auffällig bei den von den Nazis edierten Liederbüchern ist, dass bei der Mehrzahl der niederländische Ursprung verschwiegen wird; man „war bestrebt, diesem Lied eine deutsche Abkunft zu bescheinigen“.

### Ab 1946
In den ersten nach dem Zweiten Weltkrieg erschienenen Liederbüchern war Der Winter ist vergangen ebenfalls vertreten, so 1946 in: Wir Falken singen und Wo wir uns finden. Auch in der DDR wurde es 1951 in Reicht euch die Hände – Liederbuch des Friedens übernommen und – obwohl unpolitisch – sogar in das FDJ-Liederbuch Leben – Singen – Kämpfen (1964) und später auch in das Volks- und Zeitliederbuch: Wohlan die Zeit ist kommen (Leipzig 1954). Im „Großen Steinitz“ (Frankfurt am Main 1983) dagegen wurde es nicht aufgenommen.
Wie beliebt das Frühlingslied war und ist, zeigt die Übernahme auf zahlreiche Langspielplatten und CDs, von denen die Alben der Büchergilde Gutenberg Freche Lieder – liebe Lieder (Folge 1, 1987), von Das Beste aus Reader Digest Die schönsten Volkslieder (1989) sowie von Nena – mit abgewandeltem Text – Unser Apfelhaus (1995) und vor allem von Hannes Wader Volkssänger (1975) und Der Volkssänger (Disc 2, 2004) hohe Auflagen erreicht haben.
Von den nach 1946 zahlreich erschienenen Liederbüchern (allein die umfangreiche Sammlung des kanadischen Sammlers Hubertus Schendel weist über 350 Liederbücher mit dem Frühlingslied auf) werden hier nur einige genannt, so die 1953 erschienene Mundorgel mit einer bis Ende 2012 verkauften Textauflage von zehn Millionen (Notenauflage vier Millionen) und das wohl umfangreichste deutschsprachige Liederbuch Deutschland im Volkslied – 714 Lieder aus deutschsprachigen Landschaften und Europa (1958) sowie vermutlich die schönste, von Tomi Ungerer illustrierte, Edition Das große deutsche Liederbuch – 204 deutsche Volkslieder und Kinderlieder (1975). Wie gern Der Winter ist vergangen heutzutage noch gesungen wird, zeigen auch die beachtliche Anzahl von Partituren, von denen das Deutsche Musikarchiv 17 allein in den vergangenen fünf Jahren gesammelt hat.